# 심종현 (야구 선수)
심종현(영어: Jong Hyoun Kevin Sim, 2002년 2월 7일 ~ )는 대한민국 출신의 야구 선수이자, 현재 미국 메이저 리그인 애리조나 다이아몬드백스의 선수이다. 그의 아버지는 KBO 리그를 대표한 거포인 심정수이다.

## 생애
2002년 심정수의 차남으로 태어나 2009년 미국으로 이민을 갔고, 그곳에서 야구를 시작하였다. 고등학교 시절 촉망받는 유망주였고, 2019년 올아메리칸에 선정되었고, 캘리포니아주의 고교생들 가운데 최고의 3루수로 평가받았다. 그는 고등학교를 졸업하고 MLB에 갈수 있었지만 대학에 먼저 진학하였다. 샌디에이고 대학교에 입학하였고 2학년때 All-WCC(올-웨스트 코스트 컨퍼런스) First Team에 선정되었다.

## 프로 경력
2023년 MLB 드래프트에서 5라운드 전체 148번으로 애리조나 다이아몬드백스에 지명되었다. 루키리그 4경기만에 로우 싱글A로 승격되었다.

## 기타
그의 형 심종원도 야구를 했었고 미국에서 대학야구에서 활약하다가 2021 KBO 드래프트에 도전하였으나 지명받지 못해 군복무를 마친 후 현재는 회사원으로 생활하고 있고, 남동생 에릭 심도 현재 야구를 하고 있다.